# Battle in the Valley (2023)
L'édition 2023 de Battle in the Valley est un Pay-per-view de catch (lutte professionnelle) produit par la promotion New Japan Pro Wrestling. L'événement a eu lieu le 18 février 2023 au San Jose Civic à San Jose (Californie). Il s'agit de la seconde édition de Battle in the Valley.

## Contexte
Les spectacles de la New Japan Pro Wrestling (NJPW) sont constitués de matchs aux résultats prédéterminés par les scénaristes de la compagnie. Ces rencontres sont justifiées par des storylines – une rivalité avec un catcheur, la plupart du temps – ou par des qualifications survenues dans les shows de la NJPW. Tous les catcheurs possèdent une gimmick, c'est-à-dire qu'ils incarnent un personnage gentil (Face) ou méchant (Heel), qui évolue au fil des rencontres. Un événement comme Battle in the Valley est donc un événement tournant pour les différentes storylines en cours.

## Tableau des matchs
| Ordre par numéros | Résultat | Stipulation(s) | Temps |
| --- | --- | --- | ----- |
| 1P | Alex Coughlin bat JR Kratos                                                                                                | Match simple | 10:07 |
| 2P | David Finlay bat Bobby Fish                                                                                                | Match simple | 10:06 |
| 3 | Kushida, Volador Jr., Kevin Knight et The DKC battent Máscara Dorada, Josh Alexander, Adrian Quest et Rocky Romero         | 8-Man Tag Team match | 11:22 |
| 4 | Kenta bat Fred Rosser (c)                                                                                                  | Match simple pour le Strong Openweight Championship                                                                           | 16:31 |
| 5 | The Motor City Machine Guns (Alex Shelley et Chris Sabin) (c) bat West Coast Wrestling Crew (Joren Nelson et Royce Isaacs) | Tag Team match pour les Strong Openweight Tag Team Championship                                                               | 9:21  |
| 6 | Eddie Kingston bat Jay White                                                                                               | Loser Leaves NJPW match Si Eddie Kingston perd, il devra demander à son adversaire la permission de rester dans la compagnie. | 19:07 |
| 7 | Tom Lawlor bat Homicide par soumission                                                                                     | Filthy Rules Fight match | 16:22 |
| 8 | Zack Sabre Jr. (c) bat Clark Connors par soumission                                                                        | Match simple pour le NJPW World Television Championship                                                                       | 14:06 |
| 9 | Mercedes Moné bat KAIRI (c)                                                                                                | Match simple pour le IWGP Women's Championship                                                                                | 26:47 |
| 10 | Kazuchika Okada (c) bat Hiroshi Tanahashi                                                                                  | Match simple pour le IWGP World Heavyweight Championship                                                                      | 21:08 |
| La lettre C placée entre parenthèses désigne la personne ou l’équipe championne en titre. P – indique que le match a eu lieu lors du pré-show | | |       |